# Principia Ethica
Principia Ethica (del latín: Principios Éticos) es un libro del año 1903 escrito por el filósofo británico George Edward Moore, en el que Moore insiste en la indefinición del bien y propone una exposición de la falacia naturalista. La influencia de Principia Ethica y sus argumentos fueron pioneros en el avance de la filosofía moral.

## Resumen
George Edward Moore sostuvo que lo "bueno" es indefinible (argumento de la pregunta abierta), especialmente como algo en el mundo natural (el placer de Bentham, la utilidad de Mill, la supervivencia de los teóricos evolutivos). Identificar el bien con algo natural se llama falacia naturalista.
Moore tiene mucho en común con el de David Hume, quien afirmó que no podemos derivar el "deber" (lógica y racionalmente) de lo que "es" (problema deber-ser), aunque Hume pensó que podíamos observar directamente el "deber" en un estudio empírico y científico de la naturaleza humana. El defiende la objetividad y multiplicidad de los valores, remarcando que el conocimiento de los valores no puede derivar del conocimiento de los hechos si no por la intuición del bien.
En la visión de Moore, los actos justos son los que producen el mejor bien. Sin embargo también creía que solo hay varias y diferentes cosas que son buenas, incluyendo el conocimiento y la experiencia. Moore argumenta contra el consecuencialismo. Estos argumentos comienzan desde la reclamación de que "la gente ordinaria" piensa que deberían de hacer lo que prometieron, no solo por la probable consecuencia de romper la promesa, si no simplemente porque lo prometieron. Pensando en esta manera, no están considerando sus deberes morales en términos de consecuencias. Las consecuencias de las acciones cae en el futuro, pero piensan más en el pasado (que es, sobre las promesas que hicieron).

## Recepción
Principia Ethica influyó a muchas personas a creer que las afirmaciones morales no pueden derivarse de declaraciones de hecho. Clive Bell consideró que a través de su oposición a Spencer y Mill, Moore había liberado a su generación del utilitarismo. Principia Ethica fue la biblia del círculo de Bloomsbury, y el fundamento filosófico de sus valores estéticos. Leonard Woolf consideró que ofrecía una forma de continuar viviendo en un mundo sin sentido. La idea estética de Moore del todo orgánico proporcionó orientación artística para modernistas como Virginia Woolf.
Principia Ethica también tuvo una poderosa influencia a través del anti-empirismo de T. E. Hulme. Se ha visto que el intuicionismo ético de Moore abre el camino a puntos de vista no cognitivos de la moralidad, como el emotivismo. John Mackie criticó el intuicionismo de Moore por su rareza metafísica.
En Teoría de la justicia (1971), John Rawls compara los puntos de vista de Moore con los de Hastings Rashdall en su Teoría del bien y del mal (1907). Las opiniones de Moore también se han comparado con las de Franz Brentano , Max Scheler y Nicolai Hartmann.